# Llista de muntanyes de la Plana Baixa
Llista de muntanyes a la comarca de la Plana Baixa, al País Valencià.
| Nom                       | Altura   | Municipi         | Unitat de relleu    | Coordenades                                            | Foto |
| ------------------------- | -------- | ---------------- | ------------------- | ------------------------------------------------------ | ---- |
| la Ràpita                 | 1.106 m. | l'Alcúdia de Veo | Serra d'Espadà      | 39° 55′ 40″ N, 0° 24′ 47″ O / 39.927699°N,0.4130858°O  |      |
| Espadà                    | 1.104 m. | l'Alcúdia de Veo | Serra d'Espadà      | 39° 54′ 04″ N, 0° 22′ 35″ O / 39.9011307°N,0.3762917°O |      |
| Espadà                    | 1.104 m. | Aín              | Serra d'Espadà      | 39° 54′ 04″ N, 0° 22′ 35″ O / 39.9011307°N,0.3762917°O |      |
| Penya del Pastor          | 1.016 m. | Aín              | Serra d'Espadà      | 39° 53′ 50″ N, 0° 21′ 36″ O / 39.8970947°N,0.3600571°O |      |
| Puntal de l'Aljub         | 949 m.   | Eslida           |                     | 39° 52′ 20″ N, 0° 19′ 27″ O / 39.872281°N,0.3242691°O  |      |
| la Talaia                 | 923 m.   | l'Alcúdia de Veo | Serra d'Espadà      | 39° 56′ 08″ N, 0° 23′ 43″ O / 39.9354866°N,0.3951686°O |      |
| la Talaia                 | 923 m.   | Suera            | Serra d'Espadà      | 39° 56′ 08″ N, 0° 23′ 43″ O / 39.9354866°N,0.3951686°O |      |
| el Castell de Castro      | 791 m.   | Alfondeguilla    | Serra d'Espadà      | 39° 51′ 35″ N, 0° 16′ 47″ O / 39.8596034°N,0.2797916°O |      |
| Alt de la Molina          | 767 m.   | Suera            | Serra d'Espadà      | 39° 55′ 59″ N, 0° 21′ 51″ O / 39.9329372°N,0.364271°O  |      |
| Alt de la Molina          | 767 m.   | l'Alcúdia de Veo | Serra d'Espadà      | 39° 55′ 59″ N, 0° 21′ 51″ O / 39.9329372°N,0.364271°O  |      |
| Penya de la Campana       | 671 m.   | Aín              | Serra d'Espadà      | 39° 54′ 26″ N, 0° 20′ 25″ O / 39.9071712°N,0.3403443°O |      |
| Cingles de Mondragón      | 648 m.   | la Vall d'Uixó   | Serra d'Espadà      | 39° 51′ 11″ N, 0° 14′ 23″ O / 39.8531558°N,0.2396304°O |      |
| Pic de la Font de Cabres  | 640 m.   | la Vall d'Uixó   | Serra d'Espadà      | 39° 51′ 45″ N, 0° 13′ 28″ O / 39.8624834°N,0.2243685°O |      |
| Pic de la Font de Cabres  | 640 m.   | Nules            | Serra d'Espadà      | 39° 51′ 45″ N, 0° 13′ 28″ O / 39.8624834°N,0.2243685°O |      |
| Penyes de la Rimansa      | 614 m.   | Alfondeguilla    | Serra d'Espadà      | 39° 51′ 25″ N, 0° 15′ 46″ O / 39.8568826°N,0.2628476°O |      |
| Montí                     | 613 m.   | Onda             | Serra d'Espadà      | 39° 56′ 45″ N, 0° 17′ 22″ O / 39.9457725°N,0.2893893°O |      |
| Montí                     | 613 m.   | Tales            | Serra d'Espadà      | 39° 56′ 45″ N, 0° 17′ 22″ O / 39.9457725°N,0.2893893°O |      |
| Pipa                      | 589 m.   | Alfondeguilla    | Llomes de Cerverola | 39° 49′ 21″ N, 0° 16′ 13″ O / 39.8225376°N,0.2702513°O |      |
| Pipa                      | 589 m.   | la Vall d'Uixó   | Llomes de Cerverola | 39° 49′ 21″ N, 0° 16′ 13″ O / 39.8225376°N,0.2702513°O |      |
| el Rodeno                 | 538 m.   | Alfondeguilla    | Llomes de Cerverola | 39° 48′ 36″ N, 0° 17′ 07″ O / 39.8099606°N,0.2853583°O |      |
| el Rodeno                 | 538 m.   | la Vall d'Uixó   | Llomes de Cerverola | 39° 48′ 36″ N, 0° 17′ 07″ O / 39.8099606°N,0.2853583°O |      |
| Penya Parda               | 534 m.   | Onda             | Serra d'Espadà      | 39° 55′ 33″ N, 0° 15′ 35″ O / 39.925867°N,0.2598029°O  |      |
| Penya Parda               | 534 m.   | Artana           | Serra d'Espadà      | 39° 55′ 33″ N, 0° 15′ 35″ O / 39.925867°N,0.2598029°O  |      |
| Penya Parda               | 534 m.   | Tales            | Serra d'Espadà      | 39° 55′ 33″ N, 0° 15′ 35″ O / 39.925867°N,0.2598029°O  |      |
| Penya Negra               | 529 m.   | Tales            | Serra d'Espadà      | 39° 56′ 08″ N, 0° 18′ 49″ O / 39.9354763°N,0.3136617°O |      |
| Lloma dels Tres Termes    | 486 m.   | Alfondeguilla    | Llomes de Cerverola | 39° 47′ 50″ N, 0° 18′ 31″ O / 39.7971602°N,0.3085326°O |      |
| Lloma dels Tres Termes    | 486 m.   | la Vall d'Uixó   | Llomes de Cerverola | 39° 47′ 50″ N, 0° 18′ 31″ O / 39.7971602°N,0.3085326°O |      |
| la Ràpita                 | 471 m.   | Artana           | Serra d'Espadà      | 39° 54′ 44″ N, 0° 14′ 16″ O / 39.9122009°N,0.2379056°O |      |
| la Frontera               | 368 m.   | la Vall d'Uixó   | Serra d'Espadà      | 39° 46′ 14″ N, 0° 16′ 35″ O / 39.7705587°N,0.2765231°O |      |
| la Frontera               | 368 m.   | Almenara         | Serra d'Espadà      | 39° 46′ 14″ N, 0° 16′ 35″ O / 39.7705587°N,0.2765231°O |      |
| el Castell d'Almenara     | 178 m.   | Almenara         | la Plana            | 39° 45′ 23″ N, 0° 13′ 12″ O / 39.7564521°N,0.2199277°O |      |
| Muntanyeta de Sant Antoni | 138 m.   | Betxí            | la Plana            | 39° 54′ 16″ N, 0° 10′ 42″ O / 39.9043847°N,0.1783226°O |      |